# Euro Hockey Tour 2008/2009
Euro Hockey Tour 2008/09 var den trettonde upplagan av Euro Hockey Tour. Säsongen 2008/2009 vanns Euro Hockey Tour av Ryssland före Finland, Sverige och Tjeckien.

## Turneringar

### Karjala Tournament
Karjala Tournament 2008 vanns av Ryssland före Tjeckien och Sverige. Finland kom på fjärde plats.

### Channel One Cup
Channel One Cup 2008 vanns av Ryssland före Finland och Tjeckien. Sverige kom på fjärde plats.

### LG Hockey Games
LG Hockey Games 2009 vanns av Sverige före Ryssland och Finland. Tjeckien kom på fjärde plats.

### Czech Hockey Games
Czech Hockey Games 2009 vanns av Ryssland före Tjeckien, Finland kom trea och Sverige kom fyra.

## Slutställning
Tabellen är uträknad utifrån resultaten från alla de fyra turneringarna.
| Lag      | Spelade | Vinster | Vinster i övertid | T | Förluster i övertid | Förluster | Gjorda mål | Insläppta mål | Poäng |
| -------- | ------- | ------- | ----------------- | - | ------------------- | --------- | ---------- | ------------- | ----- |
| Ryssland | 12      | 8       | 2                 | 0 | 0                   | 2         | 49         | 28            | 28    |
| Finland  | 12      | 3       | 2                 | 0 | 3                   | 4         | 34         | 41            | 16    |
| Sverige  | 12      | 4       | 1                 | 0 | 1                   | 6         | 31         | 38            | 15    |
| Tjeckien | 12      | 3       | 1                 | 0 | 2                   | 6         | 36         | 43            | 13    |

### Fotnoter
1. ↑  ”Sverige leder Euro Hockey Tour säsongen 2015/2016”. Svenska ishockeyförbundet. 7 mars 2016. Arkiverad från originalet den 22 december 2015. https://web.archive.org/web/20151222144348/http://www.swehockey.se/ImageVaultFiles/id_99984/cf_78/eht_2015-2016_sv.PDF. Läst 20 januari 2016.